# Наталіївське
Ната́ліївське — заповідне урочище місцевого значення в Україні. Об'єкт розташований на території Долинського району Кіровоградської області, поруч з селом Олександрівка. 
Площа 37,5 га. Статус присвоєно згідно з рішенням Кіровоградської обласної ради від 28.06.1978 року № 318. Перебуває у віднні ДП «Долинський лісгосп» (Долинське лісництво, кв. 6, 7). 
Статус присвоєно для збереження невеликого лісового масиву з деревними насадженнями різних порід. Урочище розташоване в долині річки Боковенька і в пригирловій частині річки Лозуватка.